# Karjala Cup 2020
Karjala Cup, tento hokejový reprezentační turnaj se odehrává každý rok 5. - 8. listopadu, za účasti těchto hokejových reprezentací, České republiky, Finska, Švédska a Ruska. 

## Zápasy
| 5. listopadu 2020 13:30 | Česko | 3:1 (2:0, 1:0, 0:1) | Švédsko | Hartwall Arena, Helsinky Návštěvnost: Bez diváků |  |

| Zpráva                                                    |                                                           |          |                   |  |
| Patrik Bartošák                                           | Patrik Bartošák                                           | Brankáři | Niklas Rubin      |  |
| 16:34 Filip Hronek 18:18 Hynek Zohorna 26:56 Jakub Galvas | 16:34 Filip Hronek 18:18 Hynek Zohorna 26:56 Jakub Galvas |          | 41:44 Max Friberg |  |

| 5. listopadu 2020 17:30 | Rusko | 6:2 (3:0, 2:1, 1:1) | Finsko | Hartwall Arena, Helsinky Návštěvnost: 2 224 |  |

| Zpráva |

| 7. listopadu 2020 12:30 | Švédsko | 1:2 SN (0:0, 0:0, 1:1 - 0:0 - 0:1) | Rusko | Hartwall Arena, Helsinky Návštěvnost: Bez diváků |  |

| Zpráva |

| 7. listopadu 2020 16:35 | Finsko | 0:2 (0:1, 0:1, 0:0) | Česko | Hartwall Arena, Helsinky Návštěvnost: 2 412 |  |

| Zpráva         |                |          |                                        |  |
| Sami Rajaniemi | Sami Rajaniemi | Brankáři | Dominik Hrachovina                     |  |
|                |                |          | 12:28 Andrej Nestrašil 20:31 Jan Ordoš |  |

| 8. listopadu 2020 12:30 | Česko | 0:3 (0:1, 0:2, 0:0) | Rusko | Hartwall Arena, Helsinky Návštěvnost: Bez diváků |  |

| Zpráva |

| 8. listopadu 2020 16:30 | Finsko | 3:2 (0:0, 1:2, 2:0) | Švédsko | Hartwall Arena, Helsinky Návštěvnost: 3 214 |  |

| Zpráva |

## Tabulka
| Poř. | Tým     | Z | V | VP | PP | P | VG | OG | B |
| ---- | ------- | - | - | -- | -- | - | -- | -- | - |
| 1.   | Rusko   | 3 | 2 | 1  | 0  | 0 | 11 | 3  | 8 |
| 2.   | Česko   | 3 | 2 | 0  | 0  | 1 | 5  | 4  | 6 |
| 3.   | Finsko  | 3 | 1 | 0  | 0  | 2 | 5  | 10 | 3 |
| 4.   | Švédsko | 3 | 0 | 0  | 1  | 2 | 4  | 8  | 1 |